# Sjuan
Sjuan er den syvende største kommercielle tv-kanal i Sverige.
Kanalen begyndte at sende 9. marts 2003 via satellit og kabel-tv. Markedsandelen var i 2007 3,3 %.
Sjuan, der har hovedsæde i Stockholm, drives af aktieselskabet TV 4 AB. TV 4 AB er noteret på Stockholmsbörsen. 97% af selskabet ejes af Nordic Broadcasting – et joint venture mellem Proventus og Bonniers. I 2006 omsatte selskabet for 3 mia. kr.